# Peponidium
Peponidium é um género botânico, pertencente à família Rubiaceae...